# Javier Bauluz
Javier Bauluz (Oviedo, Espanya, 1960) és un fotògraf i reporter espanyol, el primer espanyol que ha rebut un Premi Pulitzer. És fundador i director de Periodismo Humano, un mitjà de comunicació digital amb enfocament de drets humans, des de març de 2010. A més, dirigeix documentals i produeix exposicions des de la productora Piraván.

## Trajectòria professional
Bauluz va rebre el Pulitzer de Periodisme en 1995 al costat dels seus companys de Associated Press pel seu treball fotoperiodístic a Ruanda. També ha rebut altres importants reconeixements professionals com el Premi Godó de Fotoperiodisme en 2001, el Premi Llibertat de Periodisme, el I Premi Internacional de Periodisme Julio Fuentes en 2002, el Premi Foto Pres o el Premi Periodismo y Derechos Humanos el 2008.
Des de 1984, ha cobert conflictes i drames humanitaris a Centreamèrica, Àfrica, els Balcans i Orient Mitjà, entre altres llocs. Ha treballat amb les agències Associated Press, Reuters, Staff, VU i Gamma, i ha publicat els seus treballs en The New York Times, The Washington Post, Libération, The Independent, Der Spiegel, El País, El Mundo, La Vanguardia, Cambio 16, Interviú, Newsweek, Time, GEO, Magazine, Courier International, Veja, Stern, etc. AA més, ha participat en diversos projectes i organitzacions de Cooperació al Desenvolupament. En 2010 va ser productor del documental El Astillero, d'Alejandro Zapico.
és director de la Trobada Internacional de Foto i Periodisme Ciutat de Gijón des de 1997 i del Taller de Periodisme de la Universitat d'Oviedo des de 2001. Ha estat professor de Fotoperiodisme en la Universitat Pompeu Fabra de Barcelona en 2003.
Com a periodista, és autor dels llibres Sombras en Combate 1992 i Ruanda, amor en tiempos de cólera 1994, i forma part del grup de 10 fotoperiodistes espanyols autor de Latidos de un mundo convulso el 2008.
Pel juliol de 2008, Javier Bauluz va impulsar al costat de centenars de periodistes i defensors de drets el Manifest sobre Periodisme i Drets Humans.